# Laurent Wauquiez
Laurent Wauquiez (ur. 12 kwietnia 1975 w Lyonie) – francuski polityk i samorządowiec, parlamentarzysta, minister w gabinecie François Fillona, prezydent regionu Owernia-Rodan-Alpy (2016–2024), w latach 2017–2019 przewodniczący Republikanów.

## Życiorys
Ukończył studia z zakresu historii i prawa. Absolwent École normale supérieure i Instytutu Nauk Politycznych w Paryżu. W 2001 uzyskał promocję w École nationale d’administration.
Początkowo pracował w ambasadzie francuskiej w Kairze. W 2004 wygrał wybory uzupełniające do Zgromadzenia Narodowego, przeprowadzone w jednym z okręgów Górnej Loary po złożeniu mandatu przez Jacques’a Barrota (powołanego w skład Komisji Europejskiej). W 2007 skutecznie ubiegał się o reelekcję jako kandydat Unii na rzecz Ruchu Ludowego.
Wkrótce po wyborach został mianowany sekretarzem stanu w gabinecie François Fillona i rzecznikiem prasowym rządu. W 2008 wygrał wybory na urząd mera Le Puy-en-Velay, ponownie wybrany w 2014, pełnił tę funkcję do 2016. Również w 2008, po rekonstrukcji rządu, objął stanowisko sekretarza stanu ds. zatrudnienia (przy minister Christine Lagarde). W 2010 został ministrem ds. europejskich podległym ministrowi spraw zagranicznych. W 2011 wszedł w skład ścisłego rządu jako minister szkolnictwa wyższego i nauki (zastępując Valérie Pécresse). Funkcję tę pełnił do 2012. W wyborach parlamentarnych w tym samym roku ponownie został wybrany do Zgromadzenia Narodowego. W 2013 został wiceprzewodniczącym UMP, a w 2014 jej sekretarzem generalnym.
W grudniu 2015 jako kandydat centroprawicy, w tym powstałych na bazie UMP Republikanów, zwyciężył w drugiej turze wyborów na prezydenta nowego regionu Owernia-Rodan-Alpy (z kadencją od stycznia 2016). Z powodzeniem ubiegał się o reelekcję w wyborach regionalnych w 2021.
W sierpniu 2016 został pełniącym obowiązki przewodniczącego Republikanów, zastąpił Nicolasa Sarkozy’ego, który zaangażował się w prawybory prezydenckie na centroprawicy. Złożył rezygnację z tej funkcji w listopadzie tegoż roku. W grudniu 2017 został nowym przewodniczącym Republikanów, w wewnątrzpartyjnych wyborach poparło go blisko 75% głosujących. Ustąpił z tego stanowiska w czerwcu 2019, powodem był słaby wynik ugrupowania w wyborach europejskich.
W 2024 ponownie uzyskał mandat posła do niższej izby francuskiego parlamentu. W maju 2025 ponownie ubiegał się o przywództwo w partii, pokonał go jednak wówczas zdecydowanie Bruno Retailleau.